# Parc Mini-Châteaux

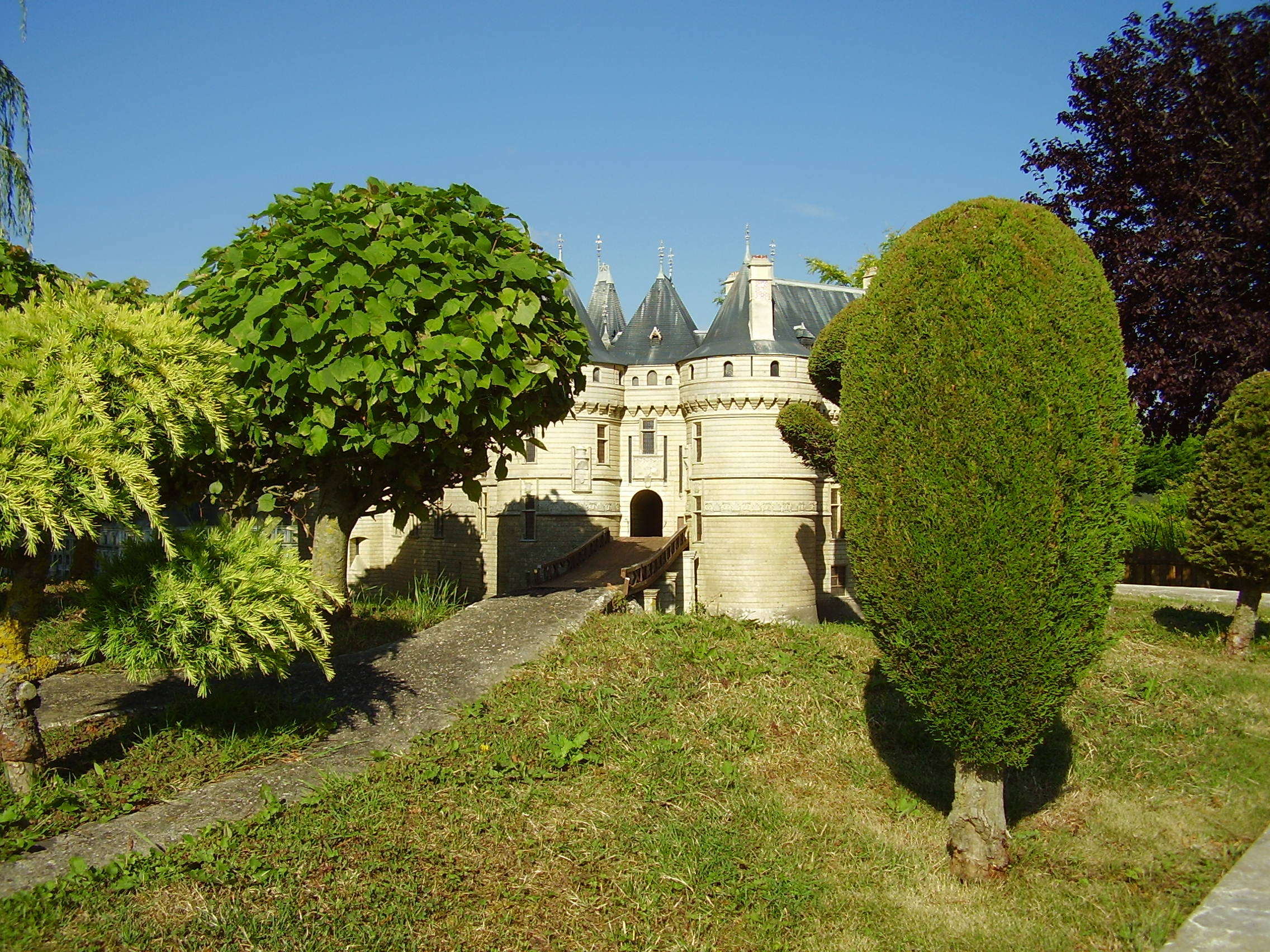
Parc des Mini-Châteaux

Autre logo du parc

Mini-Châteaux est un parc de miniatures situé à Amboise, en Indre-et-Loire.
Ce parc propose plus de 44 reproductions miniatures des hauts-lieux de sa région et notamment les prestigieux châteaux de la Loire.
La société est exploitée par les Parcs de Touraine et Val de Loire, et une filiale du groupe français Looping, tout comme treize autres sites touristiques.

## Historique
Le parc est inauguré durant l’été 1996, en présence des autorités du département et de la municipalité d’Amboise. L'événement est parrainé par Stéphane Bern. 
En 2021, le parc fête ses 25 ans,. L'anniversaire donne lieu à différentes animations lors d'un week-end festif.

## Conception
Le parc propose plus de 44 reproductions miniatures des hauts-lieux de sa région et notamment les prestigieux châteaux de la Loire. Le tout sur un terrain de plus de 2 hectares, aménagé avec quelque 2 000 bonzaïs, pour un parcours de 1,5 kilomètre.
Les maquettes présentées sont à l'échelle 1/25e.
Le parc dispose de manèges, voitures et chevaux sur rail, ainsi qu’une aire de jeux et un échiquier géant,.

### Lieux représentés
Liste des châteaux reproduits dans le parc:
- Château de La Bourdaisière
- Abbaye de Fontevraud
- Château d'Amboise
- Château d'Angers
- Château d'Azay-le-Ferron
- Château d'Azay-le-Rideau
- Château de Beauregard
- Château de Blois
- Château du Bouchet-en-Brenne
- Château de Brissac
- Château de Chambord
- Château de Chamerolles
- Pagode de Chanteloup
- Château de Châteaudun
- Château de Chaumont-sur-Loire
- Château de Chenonceau
- Château de Jallanges (Vouvray)
- Château de Cheverny
- Château de Chinon
- Château de Gizeux
- Château-Guillaume de Lignac
- Château de La Bussière
- Château de Langeais
- Château du Lude
- Château de Montreuil-Bellay
- Château de Montpoupon
- Château de Nitray
- Château des Réaux
- Château de Sarzay
- Château de Saumur
- Château de Sully-sur-Loire
- Château de Talcy
- Château de Troussay
- Château d'Ussé
- Château de Valençay
- Château de Villandry
- Loches